# Wolfram de le Roi

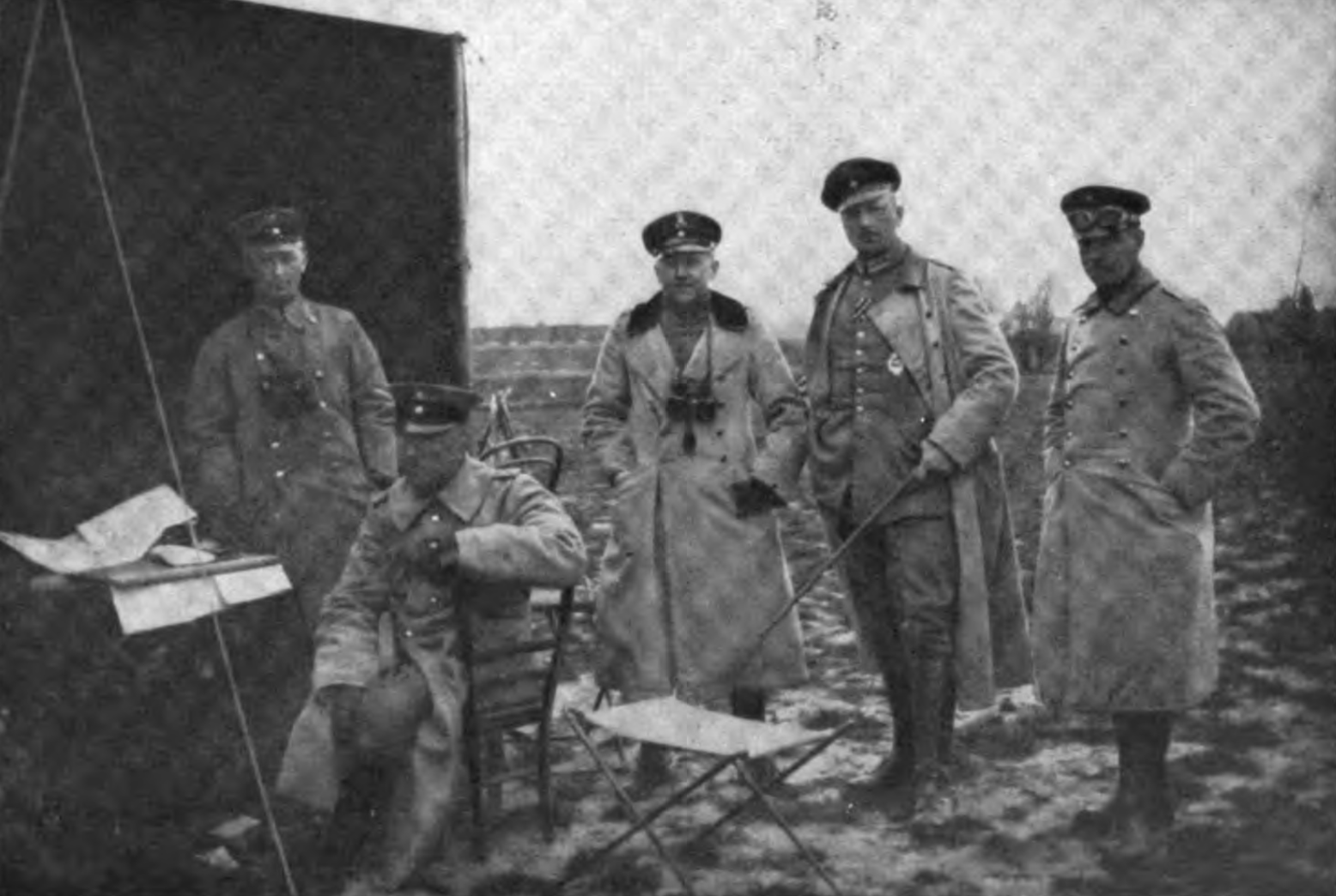
Adolf Viktor von Koerber (3. v. l.) neben Hauptmann Wolfram de le Roi (4. v. l.)

Wolfram de le Roi (* 17. März 1874 in Breslau; † 26. Juni 1956 in Johannesburg) war ein deutscher Offizier und Flieger. Er gehörte neben Franz Geerdtz, Walter Mackenthun und Eugen von Tarnóczy zu den ersten vier deutschen Offizieren, die Flugzeugführer wurden.

## Leben
De le Roi trat vor 1895 in die preußische Armee ein. Nach Dienst im Infanterie-Regiment „Graf Bülow von Dennewitz“ (6. Westfälisches) Nr. 55 wechselte er 1895 zum Fesselballon-Detachement der Luftschifferabteilung in Berlin. Roi nahm als Beobachter im Rang eines Oberleutnants unter der Führung von Major Hans Gross an der Internationalen Ballonfahrt im Jahr 1902 teil. Im Mai 1907 wurde er zum Referatsleiter für Luftschiffwesen bei der Versuchsanstalt für Verkehrstruppen. 1909 war er Preisrichter im nationalen Wettbewerb für Luftschrauben. Er wurde am 10. September 1910 zum Hauptmann befördert.
Im September 1910 bestand er mit den Offizieren Geerdtz, Mackenthun und von Tarnóczy die Prüfung zum Flugzeugführer am Flugplatz Döberitz unter dem Fluglehrer Simon Brunnhuber. Die Prüfung bestand daraus, dreimal das örtliche Birkenwäldchen zu umrunden ohne abzustürzen. Alsbald bestand im Dezember eine zweite Offiziersgruppe aus den Leutnanten von Thüna, Bercio, Stein, Canter, Breier und Förster auch die Prüfung. Nach Bestehen seiner Prüfung vollendete er mit Mackenthun den ersten militärischen Überlandflug vom Flugplatz Döberitz nach Potsdam. Während des Ersten Weltkrieges wurde er 1915 mit dem Eisernen Kreuz I. Klasse ausgezeichnet. Er wanderte nach dem Ende des Zweiten Weltkrieges nach Südafrika aus und wurde während der Zeit des Nationalsozialismus mit dem silbernen Becher der Flieger-Jugend ausgezeichnet.